# Hugh Bonneville
Hugh Richard Bonneville Williams (n. 10 noiembrie 1963), este actor englez de film și televiziune.
Este cel mai bine cunoscut pentru rolul din serialul de televiziune ITV Downton Abbey și serialul de comedie Twenty Twelve.
De asemenea, Hugh Bonneville a jucat în Mr Stink și în rolul Bernie din Notting Hill. Începând cu anul 2011 Bonneville este naratorul show-ului de pe Channel 4 The Hotel pentru toate cele 3 serii. În 2013, el a avut o scurtă apariție ca ducele de Milano pentru episodul de deschidere a Da Vinci's Demons.

## Biografie
Bonneville s-a născut în Blackheath, Londra, UK, și a fost educat la școala Sherborne]. A urmat colegiul Corpus Christi de la Universitatea Cambridge unde a studiat teologia, și Academia de Artă Dramatică Webber Douglas din Londra. De asemenea, Bonneville este absolvent al National Youth Theatre.

## Downton Abbey
Între 2010 și 2015, Hugh Bonneville a interpretat personajul Robert Crawley, Earl of Grantham, timp de 52 de episoade, în toate cele 6 sezoase (serii) ale serialului de televiziune Downton Abbey. Robert este soțul Corei Crawley (născută Levinson), Countess of Grantham, interpretată de Elizabeth McGovern.

## A se vedea
- Downton Abbey
- Listă de personaje ale serialului Downton Abbey